# 第一硝子
第一硝子株式会社（だいいちがらす）は、東京都板橋区に本社・工場を置く製瓶会社。食品や薬品などに用いられる小型ガラス瓶を主力とする。

## 主な製品
調味料やジャム等食品用瓶、薬品やドリンク剤向け着色瓶など、主として中・小型の瓶を中心に、約750品種の製造を行う。薬品向け瓶の市場占有率は日本首位である。

## 沿革
- 1940年 - 福岡県門司市（現北九州市門司区）にて、九州硝子株式会社創業。
- 1955年 - 塚田硝子株式会社に社名変更。同年、同資本により東京都板橋区に第一硝子株式会社設立。
- 1958年 - 塚田硝子と第一硝子を合併。社名を第一硝子株式会社、本社を東京都板橋区とした。
- 1959年 - 門司工場閉鎖。